# Young Entertainer Awards
Les Young Entertainer Awards sont des récompenses américaines décernées chaque année depuis 2016 par la Young Entertainer Awards Foundation à des jeunes acteurs de 5 à 21 ans.

## Historique
La Young Entertainer Awards Foundation est une organisation à but non lucratif qui a été créée par divers membres de l'industrie du divertissement qui veulent inciter les jeunes artistes à perfectionner leurs compétences, à construire une base solide de confiance qui leur sera bénéfique, non seulement dans leur carrière d'actrice actuelle, mais aussi dans la voie qu'ils souhaitent suivre dans leur avenir, et de fournir une bourse à un individu ou à une autre organisation ou institution aidant des jeunes talentueux qui pourraient autrement ne pas réaliser leur rêve.
La Young Entertainer Awards Foundation vise à reconnaître les performances exceptionnelles de jeunes artistes du cinéma, de la télévision, de la scène et de la musique et à aider et encourager les artistes physiquement ou financièrement handicapés à réaliser leurs rêves grâce à notre programme de bourses.
Les Young Entertainer Awards ont été fondés par Amparo et Michael Wiener pour rassembler de jeunes artistes et leurs familles afin d'honorer et de célébrer leurs performances dans le cinéma, la télévision, la musique et la scène dans un spectacle réservé aux jeunes artistes. Michael Wiener et son épouse Amparo ne sont pas des inconnus de l'expérience des enfants dans l'industrie du divertissement. Leurs quatre enfants ont tous commencé à se produire à un très jeune âge et ont poursuivi leur carrière dans le divertissement jusque dans leur vie d'adulte, avant de travailler pour de nombreux grands noms de l'industrie dans de nombreuses facettes de l'industrie; de la caméra, de la voix off et de la musique.

## Les catégories
Les récompenses sont décernées dans les catégories suivantes (pouvant varier selon les années) :

### Cinéma

#### Long métrage
- Meilleur jeune acteur - Long métrage (Best Leading Young Actor – Feature Film)
- Meilleure jeune actrice - Long métrage (Best Leading Young Actress – Feature Film)
- Meilleur jeune acteur dans un second rôle - Long métrage (Best Supporting Young Actor – Feature Film)
- Meilleure jeune actrice dans un second rôle - Long métrage (Best Supporting Young Actress – Feature Film)
- Meilleure performance dans un festival indépendant ou un film - Long métrage (14 ans et moins) (Best Performance in an Independent or Film Festival -Feature Film (-14))
- Meilleure performance dans un festival indépendant ou un film - Long métrage (15-21 ans) (Best Performance in an Independent or Film Festival -Feature Film (15-21))
- Meilleur jeune casting - Long métrage (Best Young Ensemble Cast – Feature Film)

#### Court métrage
- Meilleur jeune acteur - Court métrage (Best Young Actor – Short Film)
- Meilleur jeune acteur 10 ans et moins - Court métrage (Best Young Actor 10 and Under – Short Film)
- Meilleure jeune actrice de moins de 9 ans - Court métrage (Best Young Actress Under 9 – Short Film)
- Meilleure jeune actrice 10 à 12 ans - Court métrage (Best Young Actress 10-12 – Short Film)
- Meilleure jeune actrice 13 à 15 ans - Court métrage (Best Young Actress 13-15 – Short Film)
- Meilleure jeune actrice 16 à 21 ans - Court métrage (Best Young Actress 16-21 – Short Film)

### Télévision
- Meilleur jeune acteur principal - Série télévisée (Best Leading Young Actor – Television Series)
- Meilleure jeune actrice principal - Série télévisée (Best Leading Young Actress – Television Series)
- Meilleur jeune acteur - Série Daytime (Best Young Actor – Daytime Series)
- Meilleure jeune actrice - Série Daytime (Best Young Actress – Daytime Series)
- Meilleur jeune casting - Série télévisée (Best Young Ensemble Cast – TV Series)

#### Récurrent
- Meilleur jeune acteur dans un second rôle - Série télévisée (Best Supporting Young Actor – Television Series)
- Meilleure jeune actrice dans un second rôle - Série télévisée (Best Supporting Young Actress – Television Series)
- Meilleur jeune acteur récurrent de 13 ans et moins (Best Recurring Young Actor 13 and Under – Television Series)
- Meilleure jeune actrice récurrente de 12 ans et moins (Best Recurring Young Actress 12 and Under – Television Series)
- Meilleur jeune acteur récurrent de 14 à 21 ans - Série télévisée (Best Recurring Young Actor 14-21 – Television Series)
- Meilleure jeune actrice récurrente de 13 à 15 ans - Série télévisée (Best Recurring Young Actress 13 to 15 – Television Series)
- Meilleure jeune actrice récurrente de 16 à 21 ans - Série télévisée (Best Recurring Young Actress 16-21 – Television Series)

#### Invité
- Meilleur jeune acteur invité de 11 ans et moins - Série télévisée (Best Guest Starring Young Actor 11 and Under – TV Series)
- Meilleur jeune acteur invité de 12 à 14 - Série télévisée (Best Guest Starring Young Actor 12 to14 – Television Series)
- Meilleur jeune acteur invité de 15 à 21 - Série télévisée (Best Guest Starring Young Actor 15 to 21 – Television Series)
- Meilleure jeune actrice invitée de 11 ans et moins - Série télévisée (Best Guest Starring Young Actress 11 and Under – TV Series)
- Meilleure jeune actrice invitée de 14 à 16 ans - Série télévisée (Best Guest Starring Young Actress 14 to 16 – TV Series)
- Meilleure jeune actrice invitée de 17 à 21 ans - Série télévisée (Best Guest Starring Young Actress 17 to 21 – Television Series)

### Téléfilm, mini-série ou spécial
- Meilleur jeune acteur - Téléfilm, mini série ou spécial (Best Leading Young Actor – Television Movie, Mini Series or Special)
- Meilleure jeune actrice - Téléfilm, mini série ou spécial (Best Leading Young Actress – TV Movie ,MiniSeries or Special)
- Meilleur jeune acteur dans un second rôle - Téléfilm, mini série ou spécial (Best Supporting Young Actor – TV Movie, Mini Series or Special)
- Meilleure jeune actrice dans un second rôle - Téléfilm, mini série ou spécial (Best Supporting Young Actress – V Movie, Mini Series, or Special)
- Meilleur jeune casting - Téléfilm, mini série ou spécial (Best Young Ensemble Cast – TV Movie, Mini Series or Special)

### Doublage
- Meilleur jeune acteur - Doublage 13 à 21 ans (Best Young Actor – Voice Over Role 13-21)
- Meilleure jeune actrice - Doublage (Best Young Actress – Voice Over Role)
- Meilleur jeune acteur - Doublage 12 ans et moins (Best Young Actor – Voice Over Role 12 and Under)
- Meilleure jeune actrice - Doublage 11 ans et moins (Best Young Actress – Voice Over Role 11 and under)
- Meilleur casting - Doublage (Best Ensemble Cast – Voice Over)

### Divers
- Meilleure performance - DVD Film (Best Performance – DVD Film)
- Meilleur jeune acteur - Web Performance (Best Young Actor – Web Performance)
- Meilleure jeune actrice - Web Performance (Best Young Actress – Web Performance)
- Meilleur jeune acteur - Théâtre en direct (Best Young Actor – Live Theatre)
- Meilleure jeune actrice - Théâtre en direct (Best Young Actress – Live Theatre)